# トップをねらえ!
『トップをねらえ!』（Aim for the Top! GunBuster）は、1988年から1989年にかけて、ガイナックスにより1話30分、全6話のOVAとして製作・販売されたSFロボットアニメである。第21回（1990年度）星雲賞メディア部門受賞。キャッチフレーズは「炎の熱血友情ハードSF宇宙科学勇気根性努力セクシー無敵ロボットスペクタクル大河ロマン!!!!!」。

## 概要
庵野秀明初監督作品。本作品は『王立宇宙軍 オネアミスの翼』だけを制作して解散するはずのガイナックスが興行不振により生まれた借金を返済するために制作された。地味な作風でアニメファンへ受けが悪かった同作の反省を踏まえ、本作ではキャラクター原案に当時『超時空要塞マクロス』などの美少女キャラクターで人気のあった美樹本晴彦を起用、そのタイトルに見られるようにアニメ『エースをねらえ!』や映画『トップガン』を始めとする往年の作品のパロディ的な構成とし、昭和時代のアニメ・特撮作品に対するオマージュを盛り込むなど、一転して明るくとっつきやすい作風となった。
本作はパロディを中心に始まりつつも、次第にシリアスな内容になっていく物語構造を持ち、ジョー・ホールドマンのSF小説『終りなき戦い』から着想を得て、「ウラシマ効果」を積極的にストーリーに取り入れるなど、根底には重厚なSF描写や細かい科学設定がある。最終回の第6話はほぼ白黒で、作品題名とラストシーンにごくわずかな着色があるのみ（リマスター版収録のノートリミング版に至ってはその部分も白黒になっている）。ラストは企画段階ですでに構想されており、庵野と岡田は「これならいける」という確信があったという。
企画立案の際、岡田のコンセプトは「作り手がやりたいSF・女の子・メカをそのまま出すのではなく、1万本売れる様に、1万円払った人が満足できるビデオを作る」を提示し、そこに庵野は「もし岡本喜八がアニメーションを監督したらどうなるか?」というテーマを持ち込んだ。そこから「しゃべる人間の顔を必ず映す」「キャラクターがあまり動かずに、切り返しを多くする」「ロケとセットもきっちり分けて、セットは今あるものの中に小道具スタッフが作ったものがポンとあるだけ」という表現を多用した。それはセル画の枚数をかけずに面白く見せるために開発した手法でもあった。
家庭用ビデオデッキの普及を背景に「バブル育ち」と形容されるようなOVA作品が数多く作られた1980年代にあって、映像やドラマ性を重視した本作は「OVAの金字塔」とも形容された。ビデオ1巻につき2話収録。1巻あたりの制作費は2500万円。1巻あたり3万本を販売。VHS、ベータマックス、LD、VHD、ビデオCDの5方式にて各全3巻リリースされている。
なお、登場人物の名前はスタッフやガイナックス関係者に近しい人々の名前から取られているものが多く、主人公のタカヤ・ノリコは当作品の美術スタッフ・高屋法子から。オオタ・コウイチロウは岡田斗司夫の友人である漫画家・みんだ☆なお（眠田直）の本名 からなどである。
まず岡田斗司夫が企画を立ち上げてプロットを書き、それを元に山賀博之が脚本を書き上げた。岡田斗司夫名義にした理由について山賀は「小さい下請け仕事を、山賀の次回作という形で世間に出すわけにはいかない」「脚本をまとめた僕としては、“脚本：岡田斗司夫”というクレジットは匿名脚本家としての共同ペンネームのつもりでした」 と語っており、共同ペンネームとして当時ガイナックスの代表だった岡田斗司夫の名前が使われた。4話以降は半分以上が庵野によって書き直された。

## ストーリー
人類が宇宙に進出するようになった21世紀初頭、人類は「宇宙怪獣」と通称される正体不明の宇宙生物群 (STMC) の脅威にさらされていた。その脅威に打ち勝つため、地球はマシーン兵器の最強型決戦兵器であるバスターマシン「ガンバスター」の建造を進めていた。
宇宙怪獣との遭遇で消息不明となった「るくしおん」艦隊艦長タカヤ・ユウゾウの娘タカヤ・ノリコは、沖縄に所在する宇宙パイロット養成学校、沖縄女子宇宙高等学校に通い、父を探しにゆくことを夢見て宇宙パイロットを目指していた。しかし、ノリコはずば抜けた体力だけが唯一の取り柄でマシーン兵器の操縦はからっきしな劣等生だった。彼女の特別な才能を見出したコーチことオオタ・コウイチロウによる厳しい特訓や、同級生による嫉妬やいじめ、憧れの「お姉様」であるアマノ・カズミとの交流といった経験を経て、自信の持てない落ちこぼれであったノリコは努力や根性によってその才能を開花させていく。そして学校の卒業を待たずしてパイロット候補生となり、戦場である宇宙へと旅立つことになる。
ライバルとなるユング・フロイトとの出会いや、ウラシマ効果で遭難直後の姿のまま漂流していた父の乗艦との遭遇といった出来事を挟みつつも、物語は宇宙怪獣との戦いへと移っていく。ノリコの未熟さを懸念したカズミからコンビ解消を言い渡されたショックを引きずっていたノリコは、ひょんなことから親しくなった男性パイロット、スミス・トーレンと心を通わせ新たにパートナー同士となるが、スミスは「リーフ64会戦」の戦闘で帰らぬ人となる。初めての戦闘で何もできないままスミスを失った失意とトラウマで戦えなくなったノリコをよそに、宇宙怪獣に太陽系への侵入を許したことにより始まった「火星沖会戦」の戦況は絶望的なものとなっていく。共に戦うカズミやユングも追い詰められていくが、辛うじて迷いを振り切ったノリコは未完成の状態にあった人類側の切り札ガンバスターに搭乗して出撃、死闘の末に不利な戦況を覆し宇宙怪獣に一矢報いることに成功する。
ノリコとカズミは人類の未来を担うガンバスターの正式なパイロットとして「太陽系絶対防衛戦」など二人一組での戦いを続けていく。ウラシマ効果でずれていく地球との時間差を織り込みつつ、宇宙で戦うカズミと宇宙放射線病に冒されたコーチとの恋愛模様や苦悩も描かれる。やがて宇宙怪獣の殲滅を決意した人類は、宇宙怪獣の本拠地である銀河系の中心いて座A*をブラックホール爆弾「バスターマシン3号」を用いて丸ごと消滅させる「カルネアデス計画」を実行する。太陽系絶対防衛戦後にコーチと結ばれ、沖女のコーチとなっていたカズミも15年のブランクを経て最終決戦に志願し、バスターマシン3号と共に遅れて出立。カズミは先行していたエルトリウム内でノリコと久方ぶりの再会を果たし、共に最後の任務に臨む。
地球人類の存亡を賭けた最終決戦において、人類側は大破・轟沈1,700隻、中破4,500隻、未帰還機28,800機の多大な犠牲を払いつつバスターマシン3号の爆縮開始までの時間を稼ぐが、宇宙怪獣の攻撃により傷ついたバスターマシン3号は質量不足に陥り、爆縮は失敗してしまう。ノリコはバスターマシン1号の縮退炉を誘爆させてバスターマシン3号の爆縮を再起動する事を提案し、タシロ艦長の了承を得ぬまま単身バスターマシン3号に突撃する。バスターマシン2号に搭乗するカズミはバスターマシン1号との強制合体を行い、ノリコと共にガンバスターにてバスターマシン3号内に侵入する。ユングも二人の後を追いバスターマシン3号内に突入するが、ノリコとカズミに説得され、地球に戻った二人に「おかえりなさい」と歓待する事を約束し、バスターマシン3号を後にする。ガンバスターの縮退炉により再起動したバスターマシン3号の爆縮により生じたブラックホールに、ノリコとカズミは巻き込まれてしまう。事象の地平面をかろうじて振り切るものの、超重力の影響により地球では既に12,000年もの膨大な月日が流れ去っていた。明かりのない地球を目の当たりにした二人は人類の存続を半ば絶望視するが、まもなく地球の表面には永劫の時を超えて帰還した英雄を歓迎するためのメッセージ「オカエリナサイ」が映し出された。二人は歓喜の涙と共に損壊したガンバスターに別れを告げ、地球へと降下していった。

## 登場人物
タカヤ・ノリコ
声 - 日髙のり子
帝国宇宙軍付属沖縄女子宇宙高等学校・通称「沖女（オキジョ）」生徒。帝国宇宙軍提督タカヤ・ユウゾウの娘。宇宙怪獣の襲撃により行方不明となった父を追うべく宇宙へ行くことを夢見ている。
身体能力は非常に高く、グラウンドを50周するほどの体力とスタミナの持ち主。反面、メカには弱く、マシーン兵器も満足に動かせない落ちこぼれであった。宇宙提督の娘という出自ゆえに周囲から白い目で見られており、父の率いていたるくしおん艦隊が宇宙怪獣の襲撃により全滅させられたことから全滅娘と呼ばれ中傷されていた。更にトップ部隊のパイロット候補生として女子部代表に選抜されたことで全校生から嫉妬されて孤立し、陰湿ないじめを受けるようになる。
そんな自分に劣等感を抱いていたが、持って生まれた素質を活かすための努力と根性の必要性をコーチ（コウイチロウ）に諭され、猛特訓により徐々に実力を身に着けていく。そして晴れて帝国宇宙軍少尉に任官され念願の宇宙へと上がり、父の死という現実、宇宙怪獣との戦闘、思い人であるスミスとの死別、トラウマの克服など様々な経験を経て心身ともに飛躍的に成長する。数々の苦難を乗り越え、雲の上の存在だったカズミを逆に叱咤激励するまでに至る。
終盤の「カルネアデス計画」にて、ガンバスターの縮退炉を利用するという捨て身の作戦によって、機能停止したバスターマシン3号（ブラックホール爆弾）を再起動させ、1万2000年後への時間的跳躍という代償を経て作戦を成功に導いた。
搭乗機はRX-7（愛称：ナウシカ）とガンバスター（バスターマシン1号）。
2006年9月12日生まれ。血液型はO型。中学は大阪市立三陵中学校を卒業している。

無類のアニメ・特撮好きで、自分の部屋に『風の谷のナウシカ』『宇宙戦艦ヤマト』（沖女）『惑星大戦争』『サンダーバード』（ヱルトリウム）などのポスターを貼っている。初めて宇宙に出るとき、カズミ、コウイチロウともに1964年東京オリンピック開会式での日本選手団風の赤いブレザーを着用していた。
本編では終始標準語で喋っているが、庵野執筆のコミックでは南大阪出身という注釈つきで少しだけ関西弁を披露している。
名前は先述のとおり樋口真嗣の夫人で、スタジオジブリ作品においてハーモニー処理を手掛ける高屋法子から。
アマノ・カズミ
声 - 佐久間レイ
沖女生徒で、ノリコの先輩。一見、才色兼備の優等生だが、それは日々の努力と鍛錬に裏付けられたものであり、自らの才能を鼻にかけるような態度もとらないため、ノリコを始め、多くの女生徒たちから「お姉様」と呼び慕われている。ノリコに努力することの大切さを最初に伝えた人物でもある。校内で孤立するノリコを気遣いつつ彼女の実力を疑問視していたが、徐々に成長していく彼女を認め、かけがえのない戦友同士となる。落ち着いた性格の一方で精神的にもろい部分があり、病に侵されたコーチと死に別れることを恐れている。
搭乗機はRX-7（カスタム機、愛称：ジゼル）とガンバスター（バスターマシン2号）。
太陽系絶対防衛戦においては、ウラシマ効果により余命半年を宣告され入院中のコウイチロウとすれ違ったまま死別してしまう絶望から戦意喪失してしまうが、ノリコの叱咤激励で戦意を取り戻してノリコと共にガンバスターに合体し勝利。その後、地球に帰還してコウイチロウと結婚し、沖女のコーチとして後進の指導に当たっていた。地球時間で15年のブランクを経て最終決戦に志願し、バスターマシン3号（ブラックホール爆弾）に搭乗して銀河中心殴り込み艦隊に合流する。決戦においてはユングからバスターマシン2号を譲られ、ノリコと共に起動し損ねたバスターマシン3号（ブラックホール爆弾）の再起動に向かい、作戦を無事成功に導いた。
2004年11月15日生まれ、血液型B型。小説『トップをねらえ!魂』によれば、父はアマノ・ヒロユキ帝国宇宙軍少佐、母はアマノ・ツキコ航空物理学者（インコム社社員）、ともにコウイチロウの同級生で、カズミ自身も小学校入学頃からの知り合い。2018年の宇宙怪獣捕獲事件の際、父は艦長を務めていた電子偵察艦ゆきかぜでワープし行方不明、母は重体となった。またその際、試作ガンバスターでコウイチロウとともに宇宙怪獣と闘い、バスタートマホークとファイナルイナズマキックで勝利する。
名前はガイナックス社員であり当時の岡田斗司夫夫人の岡田和美（旧姓・天野）から。
ユング・フロイト
声 - 川村万梨阿
宇宙に上がったノリコたちが出会った月面基地所属のソビエト連邦からの候補生。タツミからは「天才」と呼ばれている。負けず嫌いで感情の起伏が激しく、ノリコ達に烈しいライバル心を抱いていたがやがて親友になる。キツネ顔とされ、バストが大きく重力が苦手。搭乗機はRX-7（カスタム機、愛称：ミーシャ）とシズラー黒（ブラック）。カズミに最初に仕掛けた技は「ジャコビニ流星アタック」。銀河中心殴り込み艦隊では地球に残留したカズミに代わりノリコとコンビを組んでバスターマシン2号に搭乗していたが、最終決戦ではカズミに譲り自分はシズラーに搭乗する。『トップをねらえ! NeXT GENERATION』によれば、地球帰還後に銀河連邦初代大統領となった。
2004年9月12日生まれ。なお、パイロット三人娘は全員音痴 で、特にユングは殺人音波級に酷く、サントラCDに収録されたCDドラマでは、人間の声を音源に敵を撃退する試作の音波砲 でヱクセリヲンの第三艦橋やレーダーを大破させている。
名前の由来は精神分析の祖ジークムント・フロイトと弟子カール・グスタフ・ユングを併せたもの。
コーチ / オオタ・コウイチロウ
声 - 若本規夫
沖女に赴任した講師にしてガンバスター開発者。漢字表記は「太田 浩一郎」。元はノリコの父であるタカヤ提督の部下で、るくしおん艦隊の数少ない生き残りの一人であり、その時の怪我により右目を失明。提督を護る事が出来ず、自分だけ生き残ってしまった事で、今もサバイバーズ・ギルトに苛まれている。一見冷徹に思えるがその心は炎のように熱く、ノリコの才能に注目し過酷なまでの試練を課す。実は不治の病・宇宙放射線病を抱えており、これを目撃したノリコに「言った時にはお前を殺す!」と、堅く口止めさせたほどだったが、カズミには見抜かれていた。そう長くは生きられない事を理解しつつ、提督の想いを次の世代へ引き継ぐためにのみ命を燃やす。小説『トップをねらえ!魂』によれば、2016年2月18日にオオタ大尉は軍事裁判で無罪確定、少佐に昇進して自ら起草したガンバスター開発計画「RX計画」の責任者になるとともに沖女の講師となった。2018年の宇宙怪獣捕獲事件の際、カズミとともに試作ガンバスターで宇宙怪獣に勝利、中佐に昇進した。2033年、銀河中心殴り込み艦隊の出撃直前にカズミと結婚するも、同年12月19日没。
名前は漫画家の眠田直の本名・太田宏一朗からで「コーチ」の愛称とも引っ掛けたダブルミーニングである。使用している杖は『ウルトラマンレオ』の主人公に過酷な試練を課すモロボシ・ダンが使用している物と同型である。
ヒグチ・キミコ
声 - 渕崎ゆり子（第1話・劇場版） / 勝生真沙子（第5話・第6話）
沖女時代のノリコの親友。ノリコが周囲にねたまれいじめられていた時もその身を案じて傍に寄り添っていた。
宇宙怪獣との戦闘にあけくれているノリコの身を案じているが、ウラシマ効果により、地球に残った彼女と宇宙にいるノリコ達との年齢の差が徐々に大きくなってゆく。第5話では結婚して姓がアカイになった。娘の名前はタカミで後に沖女に進学している。
2006年6月10日生まれ。OVA版では少女時代を渕崎ゆり子、成人後を勝生真沙子が声を担当したが、再編集劇場版では一貫して渕崎が担当している。
名前は赤井孝美の夫人である漫画家のひぐちきみこから。ひぐち自身、第1 - 3話エンディングの手書きテロップも担当している他、「コミックガンバスター」ではヒグチ・キミコ名義で作品を執筆し寄稿している。『トップをねらえ2!』でも公式HPにて劇中では知られざる裏話を披露する漫画「不適なトリビア!」を連載。
タシロ・タツミ
声 - 大木民夫
ヱクセリヲン艦長。後に銀河中心殴り込み艦隊司令官。好々爺。緊急時に敵味方区別なく砲火にさらすなどあわて者だが、自身に課せられた使命と搭乗員たちの命の重さは十二分に理解している。「何てこった」が口癖。『トップをねらえ! NeXT GENERATION』によれば、地球帰還後にユングらと共にクーデターを起こし銀河連邦を建国した。
名前および顔はグループ・タック社長で『宇宙戦艦ヤマト』などを手がけた音響監督の田代敦巳から。
副長
声 - 西村知道
本名不明。ヱクセリヲン副長。冷静沈着で理論的。『トップをねらえ! NeXT GENERATION』ではヱルトリウムのコンピュータ人格になっているが、理由は不明。
スミス・トーレン
声 - 矢尾一樹
宇宙に上がったノリコが出会った青年。アメリカテキサス州出身。タカヤ・ユウゾウ提督に憧れパイロットを目指し、三流の宇宙高校から水兵を経てマシーン兵器パイロットになる。搭乗するRX-7の愛称は「イーグルサム」。提督の娘であるノリコの事を気にかけていて、カズミからコンビ解消を言い渡されて意気消沈していた彼女を激励し、新たにコンビを組む。良い雰囲気にもなったが、直後のリーフ64会戦にて未帰還となる。
小説版では地球帰還後、ノリコはスミスの家族に彼の最期を伝える手紙を出し、スミスの兄から感謝の手紙と本編6話に登場するスミスの写真を受け取っている。
名前はアメリカでの日本マンガ翻訳のパイオニアであり、一時期ガイナックスに出入りしていたトーレン・スミスから。
カシハラ・レイコ
声 - 勝生真沙子
沖女生徒。ノリコがトップにスカウトされた事に納得できず、ノリコに対し陰湿ないじめをしていた。そしてノリコに決闘を挑むも必殺技・イナズマキックを浴びせられ敗北、彼女の実力を思い知った。その後は素直にノリコとの対決の敗北を受け入れ、彼女らを笑顔で送り出している。第5話では沖女の教師になって後進の育成にあたり、後に沖女の校長となる。最終話では初老の姿でカズミと会話を交わしている。教師時代から「オールドミス」と生徒たちから揶揄されていたが、結婚したかなどは語られていない。後にコンプティークでスピンオフの読み切り作品に登場し、教師として熱弁をふるう姿が描かれている。
タカヤ・ユウゾウ
声 - 広瀬正志（第2話）/ 堀勝之祐（劇場版）
第1話（ただし写真のみ）と第2話冒頭に登場するノリコの父。帝国宇宙軍所属・宇宙戦艦るくしおんの艦長として宇宙軍第一超光速艦隊を率いていたが、白鳥座方面250光年の空域で宇宙怪獣の襲撃を受け、生き残った部下を脱出艇に乗せて脱出させた後、自身は艦と運命を共にした。

## 兵器

### バスターマシン、マシーン兵器
バスターマシン1号、2号
高機動宇宙戦艦。合体して巨大ロボット「ガンバスター」となる。
バスターマシン3号
3万分の1サイズに圧縮された木星を核として建造された超巨大ブラックホール爆弾。
マシーン兵器（RX-7）
一人乗りの怪獣対戦用人型機動兵器。全高8.8m、重量3.62t。動力源は超小型縮退炉で、超伝導モーターで駆動する。原型となったのは第二次日米戦争時に空間自衛隊によって使用されたロボット兵器「RX-1」で、日産自動車とフォルクスワーゲンの共同開発という設定。武装は、カリホルニウムを利用した核爆弾（カリホルニウム弾頭ミサイル）とプラズマビアンキ、プラズマランサー、プラズマソード、スプレーガンなど。名称はマツダ・RX-7から。
地球帝国宇宙軍に参加している各国が独自にライセンス生産を行っている他、パイロットごとに機体にカスタマイズが行われており、個々の機体レベルで形状に差異がある。また、各機には愛称が与えられており、ノリコ機が「ナウシカ」、カズミ機が「ジゼル」、ユング機が「ミーシャ」、スミス機が「イーグルサム」、オオタコーチ機が「ザトペック」となっている。
当初はこれが宇宙怪獣に対する主戦力となる予定だったが、実際は兵隊クラスにすら性能で劣り、完全に無力であった。その結果、選抜されたトップ部隊のメンバーはほぼ全滅という憂き目に遭い、宇宙怪獣に対する人類側の認識の甘さが露呈する結果となった。これにより、地球側の戦力は量産型ガンバスター（シズラー）へと移り変わった。
以降は直接の戦闘以外の用途へと転用され、地球上ではバスターマシン発進時の管制などに、銀河中心殴り込み艦隊では艦載砲の砲手として使われている。
『NeXT GENERATION』の小説版では、後継機の「RX-9」について言及されている。
シズラー
汎用人型決戦兵器（量産型ガンバスター）。黒（ブラック）・白（ホワイト）・銀（ぎん）の三種のバリエーションが存在する。性能はオリジナルに対してやや劣るが、開発者によるとガンバスターより実用性は優れているらしい。

### 宇宙戦艦
人類の外宇宙進出以前の第二次日米戦争で日本が経済力と超科学兵器の活躍によって勝利し、地球帝国を建国したという背景設定があるため、公用語は日本語が使用され、艦内インテリアやデータ表示はほぼ日本風で統一されている。ヱクセリヲン艦内の交通手段として鉄道が走っており、それも日本の国電を模したものとなっている。もっとも、ヱクセリヲンの艦名は英語で表記されており（ただし、英語表記の下に日本語表記もされている）、ヱルトリウム時代になると艦内の表記も英語のものが増えていることが確認できる。
ヱクセリヲン（Exelion）
るくしおんの後継艦として建造された全長7km超の戦艦でヱクセリヲン級のネームシップ。宇宙怪獣の研究等を目的とする「ヱクセリヲン艦隊」を組織して2022年に出航、10年後の2032年に帰還する。この航海で艦隊はヱクセリヲンとガンバスターを除き全滅。その後廃艦処分となり、太陽系絶対防衛戦で大型縮退炉のキングス弁を抜いて暴走させ、人工ブラックホールを発生させて自沈し失われた。このタイプはかなり汎用性が高いらしく、同型艦や改良、発展型のスーパーヱクセリヲン級、ツインヱクセリヲン級が銀河中心殴り込み艦隊の主力として多数就役している。
ヱルトリウム（Eltreum）
地球脱出用の宇宙船として建造された全長70km超の超巨大宇宙戦艦で、ヱルトリウム級のネームシップ。太陽系絶対防衛戦後に銀河中心殴り込み艦隊の旗艦として出撃する。また、2番艦としてアレクシオンがある。『トップをねらえ2!』では、建造中止された同型艦を再利用した人工惑星「木星」 が登場。
るくしおん（Luxion）
地球帝国宇宙軍一等戦艦。基準排水量62,700t、全長320m、幅52m、乗員390名。武装は宇宙魚雷15門、レーザー砲塔26基。艦長はタカヤ・ユウゾウ提督。
人類初の超光速宇宙戦艦で、縮退炉とバニシングモーターを有する第三世代型宇宙戦艦に分類される。艦名は朝目新聞の見出し等では「ルクシオン」とカタカナ表記されている。艦体は涙滴型で、艦隊指揮と艦自体の運行のために二層化された艦橋を艦前部に有する他、艦の四ヶ所に臨時艦橋としても使用可能な観測室を備えている。武装としてレーザー砲や宇宙魚雷を装備するが、宇宙怪獣と戦うことは想定しておらず、歯が立たなかった。また、艦底部には脱出艇の発進に用いられるハッチがある。
三菱造船と石川島播磨重工からなる「日本重化学工業共同体」 によって恒星間航行用移民宇宙船として2006年に建造が開始され、第二次日米戦争を経て2013年8月23日に宇宙戦艦として進宙した。同年に第一超光速艦隊「るくしおん艦隊」を率いてペルセウス腕を中心とする外宇宙の探索に出発するが、2015年に白鳥座宙域（地球から1万2千パーセク）で宇宙怪獣と遭遇し攻撃を受け、るくしおん艦隊は全滅。るくしおんも戦闘不能になり12月19日に放棄され、脱出艇で脱出したオオタ大尉以下47名を除いて、タカヤ提督ら搭乗員は艦と運命を共にした。その5年後の2021年に艦首部分が切断された状態で太陽系に亜光速で飛来し、調査に向かったノリコたちと接触した後に再び外宇宙へ飛び去って行った。
艦名は超光速粒子のタキオンに対して光速で移動する粒子「ルクシオン」に由来する。
ツインヱクセリヲン級
銀河中心殴り込み艦隊所属。全長10km。ヱクセリヲン級を横に2隻繋げたような形をしている。『NeXT GENERATION』の小説版ではコスト削減の為に2隻のヱクセリオン級を接合したとあるが、船殻の形状が異なる上に 船体も延長されているので、主要パーツを共通化した新造艦と思われる。縦に繋げたものもあるが、名称は明らかではない。
スーパーヱクセリヲン級
銀河中心殴り込み艦隊所属。全長30km。ヱクセリオンの名称こそ付いているが、改良型ではなく新規に設計・開発された別物となっている。船体の上下に潜水艦のセイル（艦橋）のような構造物が付随しているのが特徴で、ヱクセリオン級の同型のエンジンノズルが4列も並んでいる。船体が大型になった分、攻撃力や防御力も強化されているが、銀河中心部で遭遇した宇宙怪獣には歯が立たなかった。
なお、ツインヱクセリヲン級かスーパーヱクセリヲン級の中で艦名が判明している物に、宇宙怪獣群を発見した第107戦闘艦「アクシオン」がある。艦名はクォークを結び付けるとされる仮説上の素粒子「アクシオン」から。

### 宇宙軍艦隊（巡洋艦、艦載機など）
マックスウェル級重巡洋艦
宇宙軍艦隊に所属する重巡洋艦。全長260m。武装は宇宙魚雷10門、レーザー砲塔18基。るくしおんと同世代の第三世代型航宙艦で、るくしおんの簡略型的な性格を持ち、形状もるくしおんに類似している。リーフ64会戦で轟沈した「たーじおん」や、火星沖会戦で操舵不能に陥った「ボソン」などがヱクセリヲン艦隊に所属。また、るくしおん艦隊や銀河中心殴り込み艦隊にも参加していた。基本設計が優秀らしく、『NeXT GENERATION』の時代でも主力艦となっている。
級名は理論物理学者ジェームズ・クラーク・マクスウェルに、「たーじおん」の艦名はタキオンに対する通常の粒子の名称「ターディオン」に、「ボソン」の艦名は「ボース粒子（ボソン）」に由来する。
スパランツァーニ級巡洋艦
宇宙軍艦隊に所属する巡洋艦（軽巡洋艦とも）。全長180m。武装はレーザー砲塔10基。マックスウェル級と同じく第三世代型航宙艦で、索敵や艦隊統制の補助を任務とする。火星沖会戦で自沈した「フェルミオン」などがヱクセリヲン艦隊に所属していた他、マックスウェル級と同様にるくしおん艦隊にも参加していた。また、シズラー試作一号機のテストの際にも「ビリジアン」が標的艦として用いられている。
級名は博物学者ラザロ・スパランツァーニに、「フェルミオン」の艦名は物質を構成する素粒子「フェルミ粒子（フェルミオン）」に、「ビリジアン」の艦名は緑色顔料「ビリジアン」に由来する。
コスモアタッカーV
一人乗りの宇宙戦闘機。RX-7と並ぶ対宇宙怪獣用の小型戦力として、ヱクセリヲンなどに艦載されている。武装であるビーム砲やカリホルニウム弾頭ミサイルの他に、イナーシャル・キャンセラーを装備。戦闘直前に主翼を組み立てて発進する。
『NeXT GENERATION』では、改良型のコスモソニックも登場している。
亜光速回収艇
太陽系内ならば十分に活動できる小型宇宙船。シルバースター所属。その名の通り亜光速航行が可能な第二世代型宇宙船に分類されており、船体下部にマシーン兵器等を回収するためのハッチを有する。るくしおん飛来時にコウイチロウが操縦し、ノリコとカズミを回収するために使った。
シュピーゲル号
第7亜光速艦隊所属の練習船143号船。識別番号DG-22、船長アカイ・考美、母港はシルバースター。亜光速回収艇と同様の第二世代型宇宙船に分類される。「モビイ・ディック」と呼称される2基の外部エンジンを、マシーン兵器用の亜光速ブースターとして使用する事が可能。小惑星帯で訓練（マラソン）中にるくしおんの調査に赴く事となった。
るくしおんの脱出艇
るくしおん内部に搭載されている小型宇宙船。船首の形状はコスモアタッカーVの物に近い。コウイチロウを含む戦闘不能に陥ったるくしおんの乗組員47名を乗せ、地球に帰還した。
続編『トップをねらえ2!』ではこのシーンのオマージュとして戦艦カラコルムの脱出艇が数秒間登場する。
シルバースター
トップ部隊が訓練を行った大型宇宙ステーション。正式名称は「第一宇宙ステーション」で、内部には壁面にアポロ月着陸船を描いた浴場がある。元々はNASAが建造し、1998年に完成した宇宙ステーション「アトランタ」であり、第二次日米戦争後に日本に譲渡され、改名された経緯を持つ。なお、この他の宇宙ステーションとして、第三宇宙ステーション「メリディアンスター」が登場している。
名称は所属艇であるシュピーゲル号と共に、特撮テレビ番組『キャプテンウルトラ』のパロディ。
監視衛星
宇宙軍情報部所属の偵察衛星。「衛星」とされているが実質的には宇宙ステーションであり、宇宙船のドッキングベイも有している。装備されている縮退レーダーを用いて、こと座方面から太陽系に迫る宇宙怪獣の集団を発見した。
これらの他にも名称不明の艦艇が数種類登場している。

### 兵器など
縮退炉
常温で重力縮退している氷の同位体結晶・アイス・セカンドの重力崩壊を利用する動力機関。大型縮退炉は暴走するとボイド効果により人工ブラックホールとなる。人類が生み出した最大の動力源であり、超光速航法（ワープ）を可能にした他、人工重力、慣性制御やバリヤーなどに用いられる。シズラーに搭載されている星三号型縮退炉の生み出す熱量は、1秒間に最大1026ジュールで太陽の核融合反応と同等とされ、グレートガンバスターの物に至っては出力は無限大とされている。『トップをねらえ2!』の時代では、縮退炉が宇宙怪獣を引き寄せる可能性があるとして地球人類では使用が封印されていた。
なお、縮退炉以前には核融合炉や対消滅エンジンが主な動力源として用いられていた。
宇宙船
『トップをねらえ!』世界では宇宙船は第一〜第五までの五世代に分類されており、『トップをねらえ2!』では更に第六世代が追加設定されている。分類は以下の通り。
第一世代型宇宙船
化学反応式ロケットエンジンを用いた宇宙船。アポロ11号やスペースシャトルなどが該当。現実世界の宇宙船は全てこれにあたる。
第二世代型宇宙船
光子力推進による亜光速航行が可能な宇宙船。シュピーゲル号や亜光速回収艇などが該当する。また、『トップをねらえ2!』に登場するエーテルエンジンを装備した亜光速宇宙船（モンクレール級戦艦など）もこれに含まれる。
第三世代型宇宙船
縮退炉とバニシングモーターを装備した、超光速航行（ワープ）が可能な涙滴型宇宙船。第三世代型から太陽系外への進出が可能になった。るくしおんやマックスウェル級、スパランツァーニ級などが該当する。
第四世代型宇宙船
宇宙空間でのエーテルの抵抗を考慮した、エーテル流体力学を応用したリフティングボディを持つ超光速宇宙船。船体やバニシングモーターなどが第三世代型のものより大規模になっている。ヱクセリヲンやその派生形の他、サイズは異なるがバスターマシン1号・2号もこれに該当する。
第五世代型宇宙船
思考主推進（イメージ・アルゴリズム）機関を装備し、従来の反作用で推力を得る方法ではなく、純粋数学を用いて周囲の物理法則を書き換えて推進する超光速宇宙船。船体は第四世代型のものを更に発展させたエーテル宇宙翼船となっている。ヱルトリウムが該当する。
第六世代型宇宙船
物理法則の書き換えによって周囲の物質などを変化させる「フィジカルリアクター」を用いて、船体や武装、バスターマシンや乗組員などの役割を一つの等身大バスターマシンに集約したもので、厳密には宇宙船ではない。バスターマシン7号が該当する。
プラズマランサー
RX-7やシズラーの使う電撃兵器で、両端から電撃を発する。電撃に弱いという宇宙怪獣の弱点に着目している。同種の兵器として後述のプラズマソードの他、ロッド状のプラズマビアンキがある。
プラズマソード
同じくRX-7の電撃兵器。こちらは敵に刺突して電撃を浴びせるもの。ユングはこれを主に使っている。剣として用いることも可能。
カリホルニウム弾頭ミサイル
RX-7やコスモアタッカーに装備される核ミサイルであり、主に兵隊級宇宙怪獣に使用される。核弾頭としての寿命が3時間と短いので、戦闘では必ず使用することが求められる。光子魚雷には及ばないものの人類同士の戦いでは必殺級の破壊力があり、まともに食らったらツインヱクセリオン級ですら一撃で大破する。
レーザー砲
艦艇による砲撃など様々なものが見られる。宇宙軍の標準装備と言ってもよい。宇宙怪獣に対してはそれなりの効果があるらしい。ちなみに『トップをねらえ!』のレーザーの色は赤（小説版では励起及び誘導放出にルビーを使用しているため、「ルビー・レーザー」と称されていた）。『トップをねらえ2!』では青になっていた。
光子魚雷
人類初の縮退兵器。戦艦に搭載される必殺兵器だが、巡洋艦級の宇宙怪獣はこれを数発食らっても生きていた。ガンバスターが指先から連射するバスターミサイルも光子魚雷。こちらはかなり大型の宇宙怪獣を消滅させた。ヱクセリヲン艦内にある格納庫では光子魚雷のケースに核兵器を示す放射能マークがついている。
反物質機雷
銀河中心殴り込み艦隊が装備していた宇宙機雷。反物質の対消滅を用いた兵器と思われるが、詳細は不明。自爆型宇宙怪獣に対しては有効打にならず、突破されていた。
バリアー
『トップをねらえ!』の世界には、複数の種類のバリアーや防御兵装が存在する。後述の通り、一部はパロディ的効果を狙ったものもある。

### 交通機関
シャトル
第1話・第2話に登場する旅客用スペースプレーン。日本航空が運行している。大気圏離脱の際には主翼下に計4基のブースターを装着する。また、客席だけではなく、マシーン兵器を搭載可能な貨物室も有している。コウイチロウ、ノリコ、カズミの三人が沖縄からシルバースターに向かう際に搭乗した。
形状は『サンダーバード』に登場する原子力旅客機ファイヤーフラッシュ号に類似している。
ヱクセリヲン鉄道
作中に登場する宇宙戦艦ヱクセリヲン内を走る鉄道である。略称はEX THUBE（EXELION THUBEの略）。
路線は、右舷線、中央線、左舷線、上甲板線、工事中路線があり、第一艦橋、第二艦橋、主機関室、主推進機前、主電探室に停車する環状快速電車も存在する。「（株）ヱクセリヲン高速鉄道」という表記があることから、地球帝国宇宙軍の管轄ではないことがうかがえる。使用車両は103系。車両は路線によって塗装が異なる。架線がないことから第三軌条方式を採用していることがわかる。
ウルトラひかり号
JRが運行しているチューブ式の浮上式鉄道。「ウルトラ超特急」として既存の新幹線とは区別されている。車体の塗装は東海道新幹線と同様に白色に窓周りが青の塗りわけで、先頭車両にJRのロゴがある。作中世界の高速交通機関として、東京 - 那覇間をわずか数時間で結んでおり、作品中では「750km/h」の表記が見られた。第5話で沖縄から宇宙軍の富士宇宙基地に向かうノリコとカズミが、東京行きウルトラひかり号061便に乗車している。
運行されている路線は「列島縦断線」であり、設置駅は東京 - 名古屋 - 新大阪 - 新岡山 - 広島 - 宇部 - 博多 - 那覇。なお、作中搭乗時はウルトラひかり号は新岡山駅を通過していた。その際の車内アナウンス時の車内チャイムは「鉄道唱歌」のメロディである。また車内販売も行われており、岡山名物吉備団子にもみじ饅頭、テレホンカードが販売されている。
宇宙基地行エスカー
第5話に登場。台車に富士重工のロゴがある。富士宇宙基地へと向かうノリコとカズミが乗車した。なお、現実世界に置ける「エスカー」は、屋外エスカレーターである江の島エスカーや、横浜博覧会に出展された「動くベンチ」であるSK（エスカー）などがあるが、このエスカーはそれらとは異なり、懸垂式モノレールに近い乗り物だが、車体は斜めに配置され、ロングシート座席も階段状に設置されている。
軌道ロープウェイ
第6話に登場。ハワイの第一軌道ロープウェイ基地と静止衛星軌道上の宇宙ステーション「メリディアンスター」間の8,800kmを結ぶ軌道往還交通機関。軌道エレベーターのパロディであり、その実態は気密性を有するロープウェイ。通常の軌道エレベーターは赤道上にしか建設できないが、軌道ロープウェイのケーブルにはマイクロブラックホールを練り込んだ重力制御繊維が用いられているため、重力バランスや張力を調節して地球上のどこからでも静止衛星軌道上へとケーブルを延ばす事が可能となった。地表近くでは通常のロープウェイと同等の速度だが、外気圏に入ったあたりから加速していき、最高速度は60,000km/hにも達する。
「太陽系絶対防衛戦の英雄」オオタ（アマノ）・カズミと案内役の宇宙軍士官のバスターマシン3号＝ブラックホール爆弾に関する対話の背景となった。側面にはJRのマークがあり、車内や基地には日本語の広告が貼られている他、車内放送もリアルに作られており、宇宙まで行くのに耳がツーンとする事があるというアナウンスなどもある。
『トップをねらえ2!』には、軌道ロープウェイのラインを利用した超大型エーテル流加速器「ドゥーズミーユ」が登場している。

## 科学講座用語
『トップをねらえ!』の世界に設定された科学講座にでてくる用語。以下は科学講座及び『サイバーコミックスNO05』（バンダイ出版課、1988年（昭和63年）12月25日 ISBN 978-4891890018）、『トップをねらえ2!』公式サイト上に掲載されている『トップをねらえ2!大百科』を出典とする。
エーテル理論
1995年に天才物理学者R・タンホイザー（1960年 - 2013年5月4日失踪）が『Pacific Science』誌上に発表した「運動する物体のエーテル電磁気学」にはじまる、1995年から1999年におよぶ一連の論文により確立された理論。内容はゲージ理論、超弦理論、高次元空間理論により電磁、弱、強、重力の四つの基本相互作用を量子化し述べたもので、超統一理論であった。これにより宇宙空間は真空ではなくエーテルに満たされている事が発見され、エーテル流体力学などにも応用されていった。タンホイザーはこの功績で5年連続ノーベル賞を受賞している。
なお、第3話のアバンタイトルによると、作中におけるエーテルは本作の製作当時にその存在が予測されていたヒッグス粒子 に相当するものであり、真空がその基底状態であるとされている。また、地球などの濃密な大気を持つ惑星上には、エーテル流が大気に遮られるためエーテルが存在しない。
『トップをねらえ2!』の時代には、密閉空間で超圧縮したエーテルを高速回転させる事で、「エーテル磁界」と呼ばれる強大な磁界が生じるというエーテルの新たな性質が発見されており、エーテル磁界によって発生した電気エネルギーを用いる「エーテルエンジン」が宇宙船の主要な動力機関となっている。
タンホイザー・ゲート
エーテル理論によって導き出された、通常物質が光速を越える唯一の方法。エーテル理論によって互いにシュヴァルツシルト半径を共有しながら回転する複数のブラックホールに、エネルギー運動量が保存されない高次元時空の泡が存在することが示され、のちにタンホイザー・ゲートの名で知られる事になった。公転核運動の制御によって特異点が剥き出しになることにより、エルゴ領域がブラックホールの外側に移ることによって発生する。
名称はSF映画『ブレードランナー』の終盤の台詞から。
バニシング・エンジン（バニシング・モーター）
タンホイザー・ゲートを利用し、この世界唯一の光速を越えたように観測される航宙方法であるCプラス航法のワープを可能とするエンジンのこと。縮退炉内のマイクロブラックホールの直径を広げて宇宙船を丸ごとタンホイザー・ゲートに包み込むことによって、時間と空間を跳躍する事を可能にする。なお、これによる超光速航法の正式名称は「次元波動超弦励起縮退半径跳躍重力波超光速航法」（略してワープ航法）であり、「バニシング・ドライブ」とも呼称される。また、ワープアウト時には重力震が発生し、その規模は地震と同様にマグニチュードで表される。
宇宙怪獣もワープを行っているが、宇宙怪獣の体内にバニシング・エンジンの役割を持つ器官は確認されておらず、人類側のワープに存在する最短距離の制限もない。これは、宇宙怪獣のワープはバニシング・エンジンではなく、トップレスと同様の「超・能力」によって行われているためであると推測されている。
名称は野田昌宏のSF小説『銀河乞食軍団』に登場する同名のワープ用機関から。
イナーシャル・キャンセラー
Gレーザー（GRASER, GRavity Amplification by Stimulated Emission of Radiation：放射誘導放出による重力増幅）の技術による慣性消去システム。主にタンホイザー・ゲート内を超光速で移動していたワープ装置搭載の宇宙船がワープアウトし通常空間にもどった際などに、光速の90%もの速度による慣性を制御するため使用される。すなわちブレーキのようなものである。イギリスのウィンズゲールにあったGレーザー研究所による研究段階では、多量の水素原子を融合させ強大な重力波を得るという方式が取られていた。また、小型化も可能でコスモアタッカーにも搭載されている。
イナーシャル・キャンセラーは自身の慣性の制御の他に、第4話で宇宙怪獣を受け止めた時のように飛来してきた物体と衝突した際に発生する慣性を抑制することも可能。
慣性の消去が具体的に何を意味するのかは不明だが、内部の重力や外部の質量をある程度制御できている模様。また、後述のアルゴリズム航法などにより慣性の法則を消去しているわけではない。
岡田斗司夫の発言によると、ワープ、人工重力、イナーシャル・キャンセラーとバリアーは全て、バニシング・モーターで形成したタンホイザーフィールドの、様々に形を変えた使用法に過ぎない。また、『スーパーロボット大戦シリーズ』では、敵の攻撃を防ぐバリアーとして登場し、バスターシールドとは別のシステムと設定されている。
アルゴリズム推進航法
「思考主推進」や「アルゴリズムイメージ推進法」とも呼ばれる、第五世代型宇宙船が用いる航宙方法。ベトナムのグエン・バン・ヒュン教授（1992年 - ）が執筆した『知性による量子力学』において提唱された。量子物理学を用いて人間原理を実証したもので、純粋数学による思考行為によって船体周囲の物理法則を書き換え、宇宙船の運動を制御して航行する。また、この航法によって周囲の因果律が薄くなり、通常の索敵手段が役に立たなくなるといった副作用もある。
『トップをねらえ2!』にはこれの派生形である「フィジカルリアクター」が登場している。
バニシング事件
2007年10月に、ウェスチングハウス社が開発した人類初のワープ装置が実験中に消滅した事件。これはバニシング（消滅）事件と呼ばれ、後にワープ装置はバニシング・モーターと命名された。原因のひとつは、MBH（マイクロブラックホール）制御技術とイナーシャル・キャンセラーが実用化にまで至っていなかったことが原因のひとつである。なお、消滅したバニシング・モーターは2011年に火星の軌道上で再確認された。
D.パパイロウ No.7
1999年に起工、2001年に進宙した亜光速宇宙探査船。全長220m、乗員7名。世界初の第二世代型宇宙船であり、魔王星から採掘された反物質を燃料とする。また、初めてイナーシャル・キャンセラーを装備した宇宙船でもあった。伴星ねめしすの探査に向かった後、2004年に消息を絶った。

## トップ世界の太陽系
『トップをねらえ!』の世界では第9番惑星の冥王星より外側に4つの惑星と太陽の伴星「ねめしす」が発見されている。
|                | 10                 | 11           | 12                    | 13              |
| -------------- | ------------------ | ------------ | --------------------- | --------------- |
| 名称           | 魔王星 Lucifer     | 智王星 Metis | 神無月星 Kamnatukisei | 雷王星 Jupiter2 |
| 軌道要素       |                    |              |                       |                 |
| 軌道半長径 (a) | 45.306 AU          | 89.609 AU    | 97.997 AU             | 281.72 AU       |
| 離心率 (e)     | 0.021              | 0.042        | 0.025                 | 0.448           |
| 公転周期 (P)   | 666.00年 （逆行）  | 744.44年     | 856.78年              | 5659.8年        |
| 衛星の数       | 3                  | 0            | 1                     | 0               |
| 物理的性質     |                    |              |                       |                 |
| 直径           | 764,700 km         | 14,864 km    | 3,444 km              | 164,200 km      |
| 質量           | 154,200 （地球=1） | 1.347        | 0.073                 | 427.11          |
| 平均密度       | 1.97               | 4.2          | 5.0                   | 1.2             |
| 赤道重力       | 16.819 G           | 0.97 G       | 0.077 G               | 2.66 G          |
| 自転周期       | 1.875日            | 2.838日      | 21.622日              | 98.100日        |

第5話の「太陽系絶対防衛戦」における雷王星軌道付近でのエクセリヲンの自沈によって、魔王星と智王星は軌道を外れ、雷王星も構成物質の9割を失った。また木星はバスターマシン3号（ブラックホール爆弾）の中心核として使われ、やはり消滅した。なお、『トップをねらえ2!』の時代では別の天体等が「木星」と新11番惑星になっている。

## その他
- 最終話はほぼ全編がモノクロとなっているが、この理由は長径869km、短径415kmという巨大なサイズのバスターマシン3号が登場するなど、ストーリーの規模が大きすぎるためにカラー映像だとリアリティが出ないことから、モノクロにして質感を消すことでリアリティを担保するため。更に当時の庵野秀明は特撮映画から邦画の方へ傾倒していたため、モノクロにすることで昔の邦画のようなテイストになるのではないかと思ったためと庵野は語っている。エンディングのみカラーのバージョンもある。
- 最終話で登場する片仮名のキーワードが一文字だけ逆さ文字なのは、特定の文字文化が衰退してしまい、その時点で解読が困難だったからという設定[12]。グレートアトラクター編によると主人公の帰還後急いでいたために間違えたとなっている。

## スタッフ
- 製作 - 早川忠継、生明俊雄
- 企画 - 鵜之沢伸、仙田勇、岡田斗司夫
- 原作・脚本 - 岡田斗司夫
- 監督 - 庵野秀明
- 絵コンテ・設定 - 樋口真嗣、庵野秀明
- キャラクター原案 - 美樹本晴彦
- メカニックデザイン - 宮武一貴（スタジオぬえ）
- ロボットデザイン - 大畑晃一
- アニメーションキャラクター・総作画監督 - 窪岡俊之
- 作画監督 - 森山雄治、貞本義行
- 美術監督 - 菊地正典、佐々木洋
- 撮影監督 - 沖野雅英、渡辺英俊
- 音響監督 - 山田悦司（オリジナル版） / なかのとおる（5.1ch版）
- 色彩設定 - 飯塚智久（劇場版）
- 演出 - 増尾昭一
- 編集 - 森田清次、坂本雅紀、片山理恵
- 音楽 - 田中公平
- 選曲 - 合田豊
- 効果 - 倉橋静男（東洋音響→サウンドボックス）
- プロデューサー - 高梨実、佐々木史朗、井上博明
- オープニングアニメ - 摩砂雪
- エンディングイラストレーション - 前田真宏
- メインタイトルデザイン - むらかみゆたか（アートミック）
- 音響制作 - 東北新社
- 音楽制作 - ビクター音楽産業
- 音楽制作協力 - サンミュージック、イマジン、アッポサウンドプロジェクト
- 制作担当 - 村濱章司、榎本歩光
- 制作進行 - 鈴木高明
- 宣伝協力 - ゼネラルプロダクツ
- 制作 - ガイナックス
- 制作協力 - ファンタジア
- 製作 - バンダイ、ビクター音楽産業

## 主題歌
主題歌「アクティブ・ハート」
作詞 - 森浩美 / 作曲 - 西木栄二 / 編曲 - 船山基紀 / 歌 - 酒井法子
挿入歌「トップをねらえ! 〜Fly High〜」
作詞 - 松宮恭子 / 作曲・編曲 - 田中公平 / 歌 - 日髙のり子・佐久間レイ
エンディングテーマ「トライ Again...!」
作詞 - 小倉めぐみ / 作曲 - 西木栄二 / 編曲 - 船山基紀 / 歌 - 酒井法子

## 各話リスト
| 収録巻 | 話数   | サブタイトル                        | 脚本                            | 絵コンテ          | 演出     | 作画監督 |
| ------ | ------ | ----------------------------------- | ------------------------------- | ----------------- | -------- | -------- |
| VOL.1  | 第一話 | ショック！ 私とお姉様がパイロット!? | 岡田斗司夫（山賀博之）          | 樋口真嗣 庵野秀明 | 増尾昭一 | 窪岡俊之 |
| VOL.1  | 第二話 | 不敵！ 天才少女の挑戦!!             | 岡田斗司夫（山賀博之）          | 樋口真嗣 庵野秀明 | 増尾昭一 | 森山雄治 |
| VOL.2  | 第三話 | 初めてのときめき☆初めての出撃       | 岡田斗司夫（山賀博之）          | 樋口真嗣 庵野秀明 | 増尾昭一 | 森山雄治 |
| VOL.2  | 第四話 | 発進!! 未完の最終兵器！             | 岡田斗司夫（山賀博之）          | 樋口真嗣 庵野秀明 | 増尾昭一 | 窪岡俊之 |
| VOL.3  | 第五話 | お願い!! 愛に時間を！               | 岡田斗司夫（山賀博之） 庵野秀明 | 樋口真嗣 庵野秀明 | 増尾昭一 | 貞本義行 |
| VOL.3  | 最終話 | 果てし無き、流れのはてに…           | 岡田斗司夫（山賀博之） 庵野秀明 | 樋口真嗣 庵野秀明 | 増尾昭一 | 貞本義行 |

全サブタイトル
CDおよびPS2ゲームにある設定上のサブタイトル。
| 話数       | サブタイトル                           | 備考      |
| ---------- | -------------------------------------- | --------- |
| 第◯話      | トップをねらえ！前夜祭                 |           |
| 第一話     | ショック！私とお姉様がパイロット!?     | OVA第一話 |
| 第二話     | 不敵！天才少女の挑戦                   | OVA第二話 |
| 第三話     | 特訓！竜巻ビアンキの謎                 |           |
| 第四話     | 夕陽の対決！決めろイナズマ反転キック!! |           |
| 第五話     | エクセリオン発進！銀河中心への挑戦     |           |
| 第六話     | 連続ワープ!!危機を呼ぶドップラー・ボウ |           |
| 第七話     | 絶体絶命！中性子星は地獄星             |           |
| 第八話     | 蒼いほうき星のエチュード               |           |
| 第九話     | 初めてのときめき☆初めての出撃          | OVA第三話 |
| 第十話     | 必死の逃亡！魔のスターバースト現象!!   |           |
| 第十一話   | なぜだ!?ユングの裏切り!!               |           |
| 第十二話   | クエーサーより愛をこめて               | 欠番      |
| 第十三話   | ＴＯＰ全滅!?恐怖のエーテル生命         |           |
| 第十四話   | 発進!!未完の最終兵器                   | OVA第四話 |
| 第十五話   | エクセリオン・レポート（総集編）       |           |
| 第十六話   | 廃艦!?さらばエクセリオンよ……           |           |
| 第十七話   | お願い!!愛に時間を！                   | OVA第五話 |
| 第十八話   | 発動！起死回生カルネアデス計画         |           |
| 第十九話   | 激ファイト!!ガンバスター対ガンバスター |           |
| 第二十話   | 捨身の攻撃！飛ばせバスターホームラン!! |           |
| 第二十一話 | 対決!!銀河系最後の日!?                 |           |
| 第二十二話 | 遂に来た！銀河中心波高し               |           |
| 第二十三話 | 決断!!敵絶対防衛線突入！               |           |
| 第二十四話 | 死闘！星屑の彼方へ……                   |           |
| 第二十五話 | 果てしなき流れの果てに                 | OVA最終話 |

## 映像特典

### 科学講座
トップをねらえ!科学講座
本編第1-4話までの各話の最後に収録のミニコーナー。後述の追加エピソードの関係でソフトによって収録話の構成が異なっている。
| 話数   | サブタイトル                     |
| ------ | -------------------------------- |
| 第一回 | エーテル宇宙                     |
| 第二回 | 星虹（スターボウ）とウラシマ効果 |
| 第3回  | 超光速航法 「ワープ」について    |
| 第4回  | 凶悪宇宙怪獣の巻                 |

### 新科学講座
新・トップをねらえ!科学講座
LD-BOX『オカエリナサイBOX』に収録された映像特典。鶴巻和哉第1回監督作品。
- 監督・絵コンテ・演出・原画 - 鶴巻和哉
- 脚本 - 鶴巻和哉、庵野秀明
- 音楽 - 田中公平
- 音響 - 庵野秀明
- 製作 - バンダイビジュアル、ビクターエンタテインメント
- 制作 - ガイナックス
- 声の出演 - 日髙のり子、佐々間レイ、若本規夫

| 話数    | サブタイトル |
| ------- | ------------ |
| 第4+1回 | 宇宙船の歴史 |
| 最終回  | 真・太陽系   |

### DVD版映像特典
DVD単品版発売時に各巻収録された映像特典。
- 監督 - 安藤健
- 脚本・設定考証 - 堺三保（第3話）
- 構成・絵コンテ・演出・作画監督 -　増尾昭一
- 音響監督 - 中野徹
- エンディングイラスト - 眠田直（第3話）
- アニメーション制作 - ガイナックス
- アニメーション制作協力 - シャフト
- 企画・製作 - ガイナックス、バンダイビジュアル、ビクターエンタテインメント
- 声の出演
  - ハルミ（第1話） - 千葉千恵巳
  - ユミコ（第1話） - 石毛佐和
  - 第2話 - 下山吉光、加藤木賢志、白倉麻子、高見綾乃
  - 第3話 - 大塚芳忠、川村万梨阿、石毛佐和、高見綾乃

| 収録巻 | サブタイトル                                                         |
| ------ | -------------------------------------------------------------------- |
| Vol.1  | はるみ＆ゆみこの グッドモーニング 沖女！                             |
| Vol.2  | AD.2032.7.23 戦闘宙域 cosmic battle space an orbit of Halley's comet |
| Vol.3  | シズラープロジェクト                                                 |

### 帰ってきた科学講座
帰ってきたトップをねらえ!科学講座
Blu-ray Boxに収録された映像特典。
- 脚本 - 堺三保
- 絵コンテ・演出 - 赤松康裕
- 作画監督・原画 - 木野下澄江
- 音楽 - 田中公平
- 音響監督 - 浦狩裕樹
- アニメーション制作 - ガイナックス
- 製作 - バンダイビジュアル、フライングドッグ、ガイナックス
- 声の出演 - 日髙のり子、佐々間レイ、若本規夫

| 話数      | サブタイトル                       |
| --------- | ---------------------------------- |
| 新・第1回 | 軌道エレベーターと軌道ロープウェイ |
| 新・第2回 | 銀河中心核とブラックホール         |

## 映像メディア
VHS、ベータマックス、LD、VHD、ビデオCDなどは廃盤。
1. VHS 1988年10月7日 / VHD 10月21日 / LD 10月25日（第1話、第2話）
2. VHS 1989年1月1日 / VHD 1月21日 / LD 1月25日（第3話、第4話）
3. VHS 1989年7月7日 / VHD 7月27日 / LD 7月25日（第5話、第6話）

- LD-BOX『トップをねらえ! オカエリナサイBOX[注 15]』1995年9月18日（全6話）

### DVD
1. 発売日：2000年11月25日（第1話、第2話）
2. 発売日：2001年1月25日（第3話、第4話）
3. 発売日：2001年3月25日（第5話、第6話）

- トップをねらえ! パーフェクトガイド 発売日：2004年8月27日
  - 『トップをねらえ!』のメイキングDVD&BOOK。
- リマスター版 トップをねらえ! 《1年間期間限定商品》 発売日：2004年10月22日（全6話）

### Blu-ray Box
- トップをねらえ! Blu-ray Box 発売日：2012年2月24日（全6話）
  - 5.1ch音声（初収録）、2chオリジナル音声、オーディオコメンタリー（新規収録）。
- トップをねらえ! Blu-ray Box Complete Edition（初回限定生産） 発売日：2012年2月24日（全6話）
  - 5.1ch音声（初収録）、2chオリジナル音声、オーディオコメンタリー（新規収録）、静止画設定資料集、初回封入ブックレットほか。
- トップをねらえ! Blu-ray Box Standard Edition 発売日：2023年2月24日
  - リーズナブル版。

## 関連作品

### 漫画
- コミックガンバスター

バンダイ出版課から刊行された全2巻のコミックアンソロジー。作品に直接関わったスタッフはもちろん、多数の豪華ゲストがコミックやイラスト、小説を寄稿。設定資料集としても充実しており、作中では語られなかったエピソードや裏設定なども多数公開されるなど、本編の副読書的内容にもなっている。
- トップをねらえ!

かぼちゃ作画で『ヤングエース』（角川書店）に2011年1月号から2013年7月号まで連載された漫画化作品、角川コミックス・エース全5巻。
1. 2011年8月4日発売、ISBN 978-4-04-715751-4
2. 2012年2月4日発売、ISBN 978-4-04-120088-9
3. 2012年8月4日発売、ISBN 978-4-04-120367-5
4. 2012年11月26日発売、ISBN 978-4-04-120521-1
5. 2013年8月2日発売、ISBN 978-4-04-120778-9

### 小説
- 『トップをねらえ!』『トップをねらえ! 完結編』

著者：飯野文彦（ケイブンシャノベルズ）
前後編。ストーリーはほぼ本編と同一。
- TOP GUN BUSTER

著者：苑崎透（『コミックガンバスター』バンダイ、1989年、ISBN 4-89189-031-2）
2015年のルクシオン遭難事件について（前日譚）。
- トップをねらえ!魂

著者：三雲岳斗（『SFJapan』SFアニメ特集・GAINAX〈vol.05 2002 夏期号、徳間書店、ISBN 4-19-720214-8〉）
2018年の宇宙怪獣捕獲事件について（前日譚）。

### ゲームソフト
- 電脳学園III トップをねらえ! ガイナックス／1990年発売（PC-8801・PC-9801・MSX2）

ガイナックスが自社開発・販売したオフィシャルゲーム。詳細は電脳学園のページを参照。

- トップをねらえ！Gunbuster VOL.1 リバーヒルソフト／1992年6月発売（PCエンジン・スーパーCD-ROM2）
- トップをねらえ！Gunbuster VOL.2 リバーヒルソフト／1993年3月発売（PCエンジン・スーパーCD-ROM2）

アニメ映像を使用したデジタルコミック（アドベンチャーゲームの一種）。

- トップをねらえ! GunBuster バンダイ／2005年2月発売（PlayStation 2）

3Dアクションゲーム要素のあるアドベンチャーゲーム。
後述するCD「音楽大全集」の解説書に収録されていた“昭和63年9月24日 - 平成元年3月18日まで26話放映された幻のTVシリーズタイトル”というネタに基づき、
欠番設定の1話を除いた全25話でストーリーを構成。

- トップをねらえ! タイピングガンバスター ガイナックス／2001年4月27日発売（Windows PC）

タイピング練習ソフト。

- トップをねらえ! コレクターズディスク VOL.1-3 ガイナックス（Windows PC）
- トップをねらえ! 濃縮CD-ROM大図鑑 ガイナックス（Windows PC）

- スーパーロボット大戦シリーズ バンダイナムコエンターテインメント（旧・バンダイナムコゲームス←バンプレスト）

本作のキャラクター・メカ・ストーリーの一部が登場、いくつかのストーリーエッセンスもシナリオに組み込まれている。
- 第3次スーパーロボット大戦Z 天獄篇 2015年発売

続編「トップをねらえ!2」と共演している。
- エヴァと愉快な仲間たち 脱衣補完計画!

『新世紀エヴァンゲリオン』を題材にした脱衣麻雀ゲーム。本作のキャラクターが多数登場している。
- 新世紀エヴァンゲリオン バトルオーケストラ

3D格闘アクションゲーム。ガンバスターが隠し機体として登場。（こちらではGBスター名義）

### その他媒体のゲーム
- 読者参加ゲーム『トップをねらえ!』

コンプティークに隔月連載（偶数月）。一定の条件で2人1組のキャラクターを作成し投稿。作戦遂行と帰還を目指す。帰還の回数が増えるごとにポイントが上がっていく。
キャラクターの出身校は沖女は勿論キエフやカリフォルニア、香港など様々な場所を選べ、出身校ごとに特色のある武器が使えた（沖女=トンファー、キエフ=斧、カリフォルニア=投げ縄、香港=ヌンチャクなど）。キャラクターの性別は、沖女以外なら男性も設定可能。
- トップをねらえ! 燃えろ!国際マシーン兵器大会!!

1989年にバンダイ文庫から発売されたゲームブック。本編の外伝的内容となっている（バンダイ文庫出版 山口宏著・スタジオ・ハード編）。
- カードゲーム トップをねらえ!

ファミリーソフト製作、ホビージャパン発売。『モンスターメーカー』や『ダイナマイトナース』タイプのカードゲーム。
- トレーディングカード

アクエリアンエイジやクルセイドシステムカードシリーズから発売。

### CD
- トップをねらえ! 音楽大図鑑

ビクターエンタテインメント 1989年
主題歌やBGMといった普通のサントラのほか、以下のようなものが収録されている。
- 往年の特撮番組のソノシートを彷彿させるミニドラマ。内容解説には、過去に特撮関係書籍の挿絵を手がけた画家によるイラストも。
- 「キミも音響監督!〜名セリフ大行進」と銘打って声優の一言の台詞にチャプターをつけたもの。これは、チャプターを極限の99まで使い切るという意図から収録された。

- トップをねらえ! ウルトラ音楽大全集〜田中公平の世界

ビクターエンタテインメント 1996年
1990年発売同盤の再版。架空のテレビ設定26話を初公開。予告編1, 2, 6, 8, 11, 14, 16, 19, 20, 23, 24話音声収録。
- 第1弾CDの99チャプターに対し、今作CDでは1チャプターにする案も当初あった。

- トップをねらえ! 響綜覧

ビクターエンタテインメント 1994年
トップをねらえ! なるほど大百科を付録。『トップをねらえ! 音楽大図鑑』、『トップをねらえ! ウルトラ音楽大全集〜田中公平の世界』を合わせたCD。他に前2CDに未収録だった音楽、新録楽曲なども収録。音声付録は全26話（欠番含む）の予告編など収録。
- 「トップをねらえ!」 業務用BGM集

ビクターエンタテインメント 1996年

### パチンコ
- CRトップをねらえ! 平和／2010年3月発売

## 続編
トップをねらえ! NeXT GENERATION
本編終了後に展開されたメディアミックス作品群。
トップをねらえ2!
GAINAX設立20周年記念として製作されたOVA作品。2006年8月25日に最終話「あなたの人生の物語」が発売された。シリウスや凍結艦隊など『NeXT GENERATION』で用意された設定が一部で使用されており、細かい部分での記述や設定に矛盾は生じるものの基本的に『NeXT GENERATION』の物語はあったものとして扱われている事がムック本等の資料で言及されている。
トップをねらえ3（仮）
2018年にガイナにより制作発表されたが、その後続報はなく制作中止となった可能性が高い。これはGAINAXが過去の制作資料を無断でガイナに売却したことを問題視した庵野がそれらの資料を奪還し、アニメ特撮アーカイブ機構の管理下に置いたためであるとされる。

## 劇場公開版

### 1989年劇場版
シリーズ完結記念として、1989年6月10日から16日までの一週間限定で、アニメ専門館と銘打っていた当時のテアトル池袋で全6話の特別ロードショーが行われた。また、6月11日に完成記念イベントも開催された。とくに第5話と最終話の公開はビデオソフト版が発売される前であり、劇場版とビデオソフト版でセリフが異なる部分がある。

### 2006年合体劇場版
2006年10月1日から『トップをねらえ!&トップをねらえ2! 合体劇場版!!』として、5.1ch化に伴いオリジナルキャストによって再アフレコされた再編集版（サウンドリプライズ版）が『トップをねらえ2!』の再編集劇場版と合わせて秋葉原UDXの東京アニメセンター・アキバ3Dシアターで公開された。また、新潟シネウインド、名古屋・伏見ミリオン座1、大阪・第七芸術劇場等のほか、第19回さっぽろ映画祭、第19回東京国際映画祭、第11回アニメーション神戸前夜祭、東京国際アニメフェア2007等で特別上映会が行われた。
2007年1月26日に『トップをねらえ! 劇場版』DVDが発売され、2008年11月21日に『トップをねらえ! 劇場版』Blu-ray Discが発売されている。2010年4月23日に「EMOTION the Best」として『トップをねらえ! 劇場版』DVDの低価格版が発売されている。

### 2020年公開版
2020年11月27日に『トップをねらえ! OVA前編』『トップをねらえ! OVA後編』がバンダイナムコアーツ配給で、TOHOシネマズ池袋、TOHOシネマズ梅田、ミッドランドスクエアシネマ、T・ジョイ博多、札幌シネマフロンティアの5館で劇場公開された。オリジナル全6話の劇場上映で科学講座は上映されない。映像は2012年に発売されたBlu-ray Boxのリマスター原版を使用した最高画質の上映用マスターで、5.1ch音声での上映が予定されていたが、音声は制作・発売当時の2chオリジナルに変更された。来場者特典は第1話映像をフィルムにした「生コマフィルム」が配布された。11月27日 - 11月29日の公開3日間で前編・後編を合わせた累計動員数は4,513人、興行収入は5,089,300円。関東地方唯一の上映館であるTOHOシネマズ池袋では、前編・後編合わせて計10回の上映がすべて前日に完売したほどで、大阪・名古屋でも満席の回が続出した。
シリーズ35周年を記念し2023年5月26日より劇場再上映。

## 引用作品
終りなき戦い
ベトナム戦争の従軍経験がある作家ジョー・ホールドマンによる戦記SF。トップの多くの題材はこの作品から採られている。
ラリー・ニーヴン
長い年月を経た後の文字の一部反転は「時間外世界」、絶対壊れない船殻は「ノウンスペース・シリーズ」に由来。
激動の昭和史 沖縄決戦
岡本喜八が監督を務めた太平洋戦争の沖縄戦を題材とした映画。第5話の監視衛星からの急報や第6話での被害艦艇数のテロップ表示などが同作品をオマージュしている。
果しなき流れの果に
小松左京によるSF小説。最終話タイトルの由来となった。